# Árabe peninsular
El árabe peninsular es un conjunto de variedades de la lengua árabe emparentadas entre sí, habladas principalmente en los países de la península arábiga y pertenecientes al conjunto de variedades del árabe oriental.

## Descripción
Entre las variedades en las que se suele dividir el árabe peninsular están:
- Árabe hiyazí, hablado principalmente en la región de Hiyaz
- Árabe neyedí, hablado principalmente en la región de Néyed.
- Árabe del Golfo, hablado fundamentalmente sobre la costa del golfo Pérsico.
  - Árabe catarí, hablado principalmente en Catar.
  - Árabe bareiní, hablado en Baréin y la región costera cercana.
- Árabe shiji, hablado en la península de Musandam.
- Árabe omaní, hablado en la costa oriental Omán.
- Árabe dhofarí, hablado en la costa meridional de Omán y en el este de Yemen.
- Árabe yemení, hablado principalmente en Yemen.